# The Knickerbockers
The Knickerbockers waren eine US-amerikanische Beat-Band.

## Geschichte
Als Mitglied der Royal Teens hatte sich Buddy Randell (unter seinem Geburtsnamen Bill Crandle) mit der Komposition des Songs Short shorts bereits einen Namen gemacht, als er gegen Ende 1964 die Gruppe The Knickerbockers gründete. Zunächst trat die Gruppe in kleineren Clubs in New York auf, bis sie 1965 einen Plattenvertrag erhielt. Sie nahmen zunächst zwei Singles und zwei Alben auf, die jedoch nicht sehr erfolgreich waren. Erst mit der Single Lies konnten sie 1965 Platz 20 der US-Charts erreichen. Es folgten 1966 noch zwei weitere Chartplatzierungen, One Track Mind erreichte Platz 48 und High on love  Platz 94. Ende der 1960er Jahre löste sich die Gruppe auf.

## Diskografie (Auswahl)

### Singles
- 1965: Jerk Town
- 1965: Lies
- 1966: Stick With Me
- 1966: Can You Help Me
- 1966: One Track Mind
- 1966: Sweet Green Fields

### Alben
- 1965: Lloyd Thaxton Presents....
- 1966: Jerk & Twine
- 1966: Lies
- 1972: Lodi
- 1989: The Fabulous Knickerbockers!
- 1992: The Great Lost Knickerbockers Album!
- 1997: Hits, rarities, unissued cuts and more...
- 2006: Rockin' with the Knickerbockers!